# Crassula alcicornis
Crassula alcicornis (лат.) – вид суккулентных растений рода Толстянка (Crassula) семейства Толстянковые (Crassulaceae), естественно произрастающий на территории Капской провинции Южно-Африканской Республики.

## Название
Родовое латинское название Crassula происходит от латинского слова crassus, — «толстый», в основном из-за присутствия у растений этого рода сочных листьев.
Видовой латинский эпитет происходит от лат. alces – лось и лат. cornu – рог, вероятно, в связи с особенностями соцветия.

## Описание

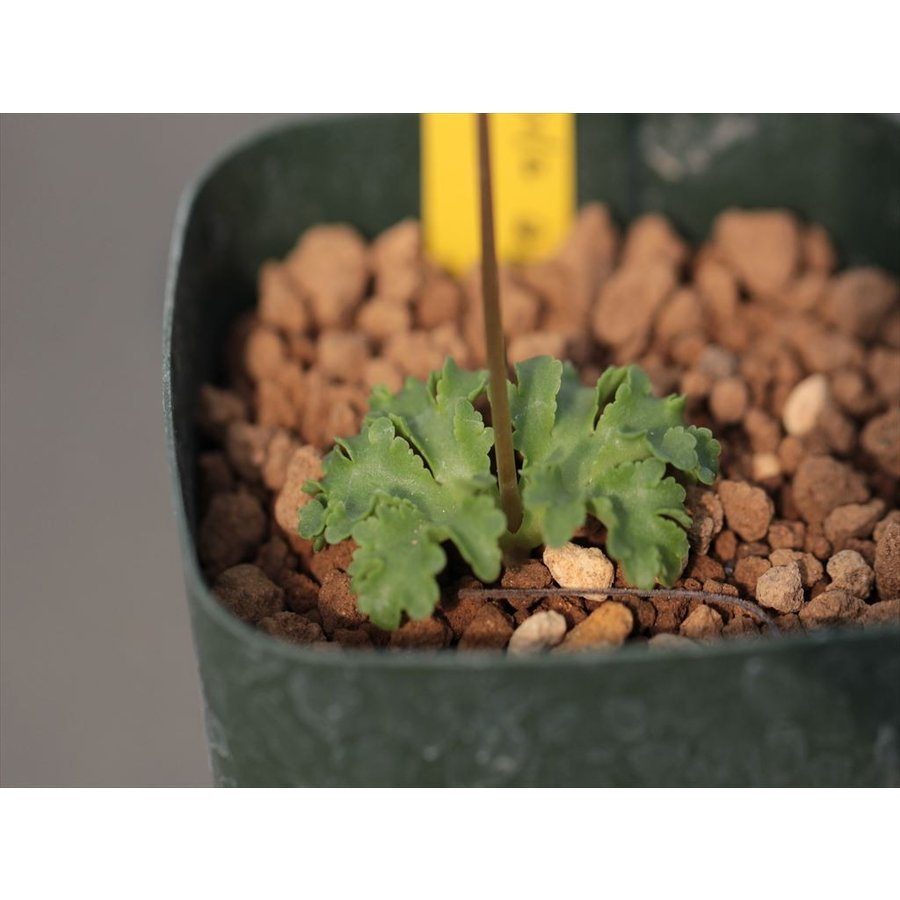
Листья

Многолетний клубневой геофит с прямостоячими стеблями высотой 60-120 мм. Листья располагаются в 1(2) паре, сидячие, имеют пальчато-рассеченную форму, с главными долями длиной 20-40 мм и тупо заостренными верхушками; они голые, едва мясистые и зеленые.

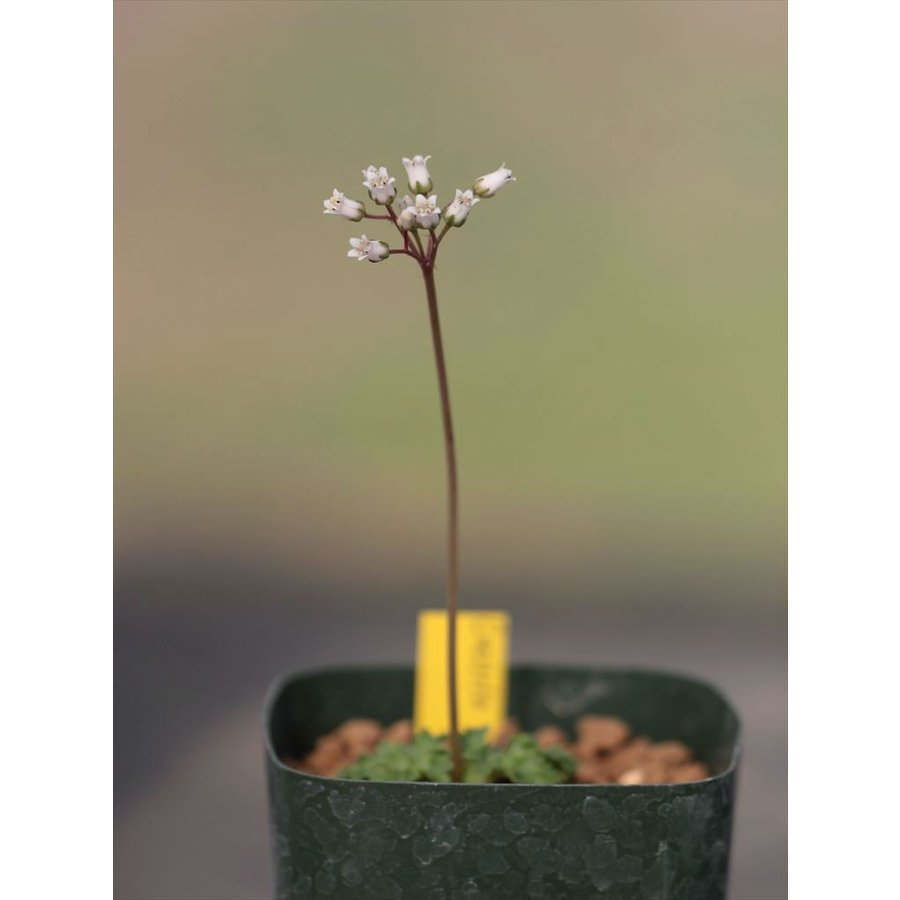
Соцветие

Соцветие — верхушечный округлый тирс с 5-членными цветками; цветонос достигает 30-60 мм. Чашечка состоит из треугольно-ланцетных долей, длиной 1-1,5 мм, они округлые, голые, едва мясистые и зеленые. Венчик трубчатый, в основании едва сросшийся, белого цвета, часто с розовым оттенком; доли варьируют от ланцетных до эллиптических, имеют длину 2,5-3,5 мм. Тычинки с коричневыми пыльниками.
Растет на каменистых склонах.

## Таксономия
Crassula alcicornis Schönland, первое упоминание в Ann. Bolus Herb. 2: 93 (1917).

### Синонимы
Гомотипные (основанные на одном и том же номенклатурном типе):
- Septas alcicornis (Schönland) P.V.Heath (1993)